# 肃州区
39°44′28″N 98°30′12″E / 39.740986355883564°N 98.50341796875°E
肃州区是甘肃省酒泉市下辖的一个市辖区，为丝绸之路上重要的历史文化名城。自前121年西汉设郡至今已有2100多年的历史。

## 历史
根据在考古发现，在新石器时代中期，已有人类在酒泉定居。
《史记·黄帝本纪》记载，在黄帝之时，其土地“西至空桐”，按照《括地志》的解释，此山就在酒泉东南六十里。到大禹之时，划天下为九州，酒泉就在雍州辖境内。

### 名称沿革
公元前121 年（汉武帝元狩二年），汉骠骑将军霍去病取河西走廊后，汉朝设置武威、酒泉、张掖、敦煌四郡。酒泉郡下有九县，今肃州区当时为禄福县。其后曾经用过的名字有显德县、福禄县、酒泉县。
名称由来：相传汉骠骑将军霍去病在征战河西时，因打了胜仗汉武帝赐酒两坛，霍去病不愿独享，将酒导入泉中与将士共饮，故将此泉称为酒泉。后故将此地名亦称为酒泉。

### 归属
夏至战国时，为西羌之地。
战国至汉初，先后为乌孙，月氏，匈奴地。
三国时属魏。
东晋时，先后属前凉，前秦，后凉，西凉，北凉领地。西凉王李暠曾以肃州区为都。
唐代宗广德元年（公763年）以后属吐蕃。
唐末至五代（公元907—960年）属歸義軍。
宋代属西夏。
其他时期皆属中央政权。

## 地理
肃州区位于河西走廊中段西部，东经98度12分至99度18分，北纬39度10分至39度59分。平均海拔1765米。全境东西长104公里，南北宽84公里，总面积3386平方千米。

## 行政区划
肃州区下辖7个街道办事处、14个镇、1个民族乡：
东北街街道、东南街街道、工业园街道、新城街道、西北街街道、西南街街道、玉门油田生活基地街道、西洞镇、清水镇、总寨镇、金佛寺镇、上坝镇、三墩镇、银达镇、西峰镇、泉湖镇、果园镇、下河清镇、铧尖镇、东洞镇、丰乐镇、黄泥堡裕固族乡和国营下河清农场。

## 气候
典型的大陆性气候，气候干燥、降水少、蒸发大，寒暑变化较大，日照长，多风沙。近年来冬季气温有所升高，天气灾害减少，风沙也得到改善。四季受祁连山冰雪影响较大。

## 特产
- 夜光杯
- 酒泉奇石
- 玉雕
- 毛绒毯
- 冰硝梨
- 锁阳
- 糊锅

## 文化和旅游
- 西汉酒泉胜迹
- 魏晋壁画墓
- 明代钟鼓楼
- 祁连山山区裕固族文化
- 酒泉衛星發射中心